# Каплиця на честь порятунку Олександра III
Капли́ця на честь порят́унку Олекса́ндра III (також каплиця «17 жовтня», Осіївська каплиця) — меморіальна каплиця в Києві, присвячена порятунку російського імператора Олександра III у залізничній аварії під станцією Бірки 1888 року. Каплиця зведена архітектором Володимиром Ніколаєвим у 1891 році та знищена більшовиками у 1920-х—1930-х роках. Стояла на місці сучасного пам'ятника Івану Котляревському на Лук'янівці, на розі вулиць Юрія Іллєнка та Герцена.

## Історія
17 (30) жовтня 1888 російський імператор Олександр III та його родина, повертаючись до Санкт-Петербургу потягом зі своєї щорічної поїздки до Криму, потрапили в залізничну аварію. Неподалік станції Бірки через низку факторів, зокрема перевищення швидкості та низьку якість залізничного тору, царський потяг зійшов із рейок і впав під укіс. Серед екіпажу потяга та імператорського почту було багато загиблих та поранених, проте імператорська родина майже не постраждала, лише імператриця Марія Федорівна поранилася виделкою (в мить аварії імператорська родина снідала). Порятунок Романових у залізничній аварії сприйняли як «диво», на честь якого у багатьох містах Російської імперії пізніше збудували багато меморіальних культових споруд.
У Києві за рішенням Міської думи у 1890 році на Лук'янівці, на невеликому трикутному майдані на розі Великої Дорогожицької вулиці (сучасна вулиця Юрія Іллєнка) та безіменного проїзду (сучасна вулиця Герцена) почалося будівництво пам'ятної каплиці за проєктом київського архітектора Володимира Ніколаєва. Будівництво завершили наступного 1891-го року; навколо споруди облаштували сквер. Опікувався каплицею причт сусідньої парафіяльної Федорівської церкви, щороку 17 жовтня проводився хресний хід від церкви до каплиці.
Через те, що 17 жовтня (за старим стилем) святкували день святого пророка Осії, каплиця отримала неофіційну назву Осіївська, а пізніше таку ж назву надали безіменному проїзду поруч із каплицею.
Після встановлення в Києві радянської влади почався процес знесення культових споруд. У жовтні 1925 року окружний відділ комунального господарства рекомендував знести Осіївську каплицю, адже та споруджена на честь російського імператора і «коле вічі трудящим колам населення міста». У березні 1926 року міська влада дала дозвіл на знесення каплиці, що, ймовірно, незабаром і здійснили.
У 1975 році у сквері, на місці каплиці спорудили пам'ятник Івану Котляревському, на честь якого назвали і власне сквер.

## Опис
Каплиця була зведена у типовому для культових споруд тих часів псевдоросійському стилі. Це була невелика, квадратна у плані споруда із чотирисхилим дахом, увінчаним цибулястою банькою, та чотирма меншими баньками тієї ж форми над кутами каплиці. Карниз прикрашався рядом кокошників, стіни — цегляним декором у вигляді ніш, колонок тощо. Вхід до каплиці був оформлений у вигляді порталу, в архівольті якого розмістили цитату з 90-го псалму: «Ангелом Своим заповесть о Тебе сохранити Тя во всех путех Твоих», а трохи нижче — дату пам'ятної події (17 жовтня 1888 року).

## Цікаві факти
- Для цоколя каплиці вжили невикористані залишки граніту, що лишилися після зведення пам'ятника Богдану Хмельницькому[4]
- В архітектурному плану каплиця дуже нагадувала цвинтарну каплицю-склеп, хоча мала б навпаки втілювати ідею перемоги життя над смертю[3].